# Jubrique
Jubrique es un municipio español de la provincia de Málaga, Andalucía, situado en el oeste de la provincia en el Valle del Genal, siendo una de las poblaciones que conforman la comarca de la Serranía de Ronda. 
Se encuentra a 559 metros de altura, y a 38 km de Ronda, la capital de la comarca. Su población es de 523 habitantes (INE 2020) , y su municipio tiene una extensión de 39 km².

## Toponimia
Todos los pueblos del río Genal tienen topónimos de origen árabe. 

## Geografía

### Situación
| Noroeste: Benadalid, Benalauría | Norte: Faraján, Alpandeire | Noreste: Faraján  |
| Oeste: Algatocín, Benarrabá     |                            | Este: Júzcar      |
| Suroeste: Genalguacil           | Sur: Estepona              | Sureste: Estepona |

Población situada en la Serranía de Ronda, perteneciente a la cordillera penibética, con afloraciones de rocas metamórficas. Se encuentra en el valle conformado por el río Monardillo, afluente del Genal, y su término municipal se extiende hacia el sur por un territorio abrupto hasta las cumbres de Sierra Bermeja hasta el pico Alto Porrejón (1192 m s. n. m.). 
Las coordenadas geográficas del núcleo urbano son: 36°34′0″ Latitud Norte y 5°12′44″ de Longitud Oeste (meridiano de Greenwich).

## Naturaleza
La arboleda del término municipal comprende castaños, encinas, alcornoques y pinos y vegetación de ribera en las zonas cercanas al río Monardillo. En Jubrique se encuentran dos ejemplares de castaño catalogados dentro del Inventario de Árboles y Arboledas Singulares de la Junta de Andalucía, que son el Castaño de La Cruz y el Castaño de Los Saltarines.
Se puede realizar la ruta de senderismo señalizada PR-A 291, de Benalauría a Jubrique que pertenece al sendero de gran recorrido GR 141 Gran Senda de la Serranía de Ronda. Además, se puede realizar la ruta PR-A 291 De Jubrique a Benalauría y PR A-241 de Genalguacil a Jubrique, que pertenecen a la sendero de gran recorrido GR 249 Gran Senda de Málaga.

## Historia
En 1485 durante las campañas de la guerra de Granada, se entrega a Rodrigo Ponce de León, duque de Cádiz, el señorío de Casares, al que pertenecían Casares y sus pedanías, Jubrique y Genalguacil, que se integran en el Condado de Casares. Poco después de la reducción de los nazaríes, por Fernando el Católico, éstos se rebelaron de nuevo, siendo esta montaña de Sierra Bermeja a la que subió D. Alonso Aguilar, famoso capitán, con todo un ejército para reducirlos, y sobre ella se desarrolló la terrible batalla (1494) en la que perdieron la vida él y casi todos sus hombres, incluidos quinientos jinetes a caballo, mientras su hijo, junto con el Conde Ureña y algunos más lograron escapar a la ira de los moriscos serranos, que estaban enfurecidos y desesperados por las reiteradas violaciones de los tratados. Estos hechos fueron narrados en el libro X de Historia de la rebelión y castigo de los moriscos del Reino de Granada, escrito por el historiador del siglo XVI Luis del Mármol Carvajal.

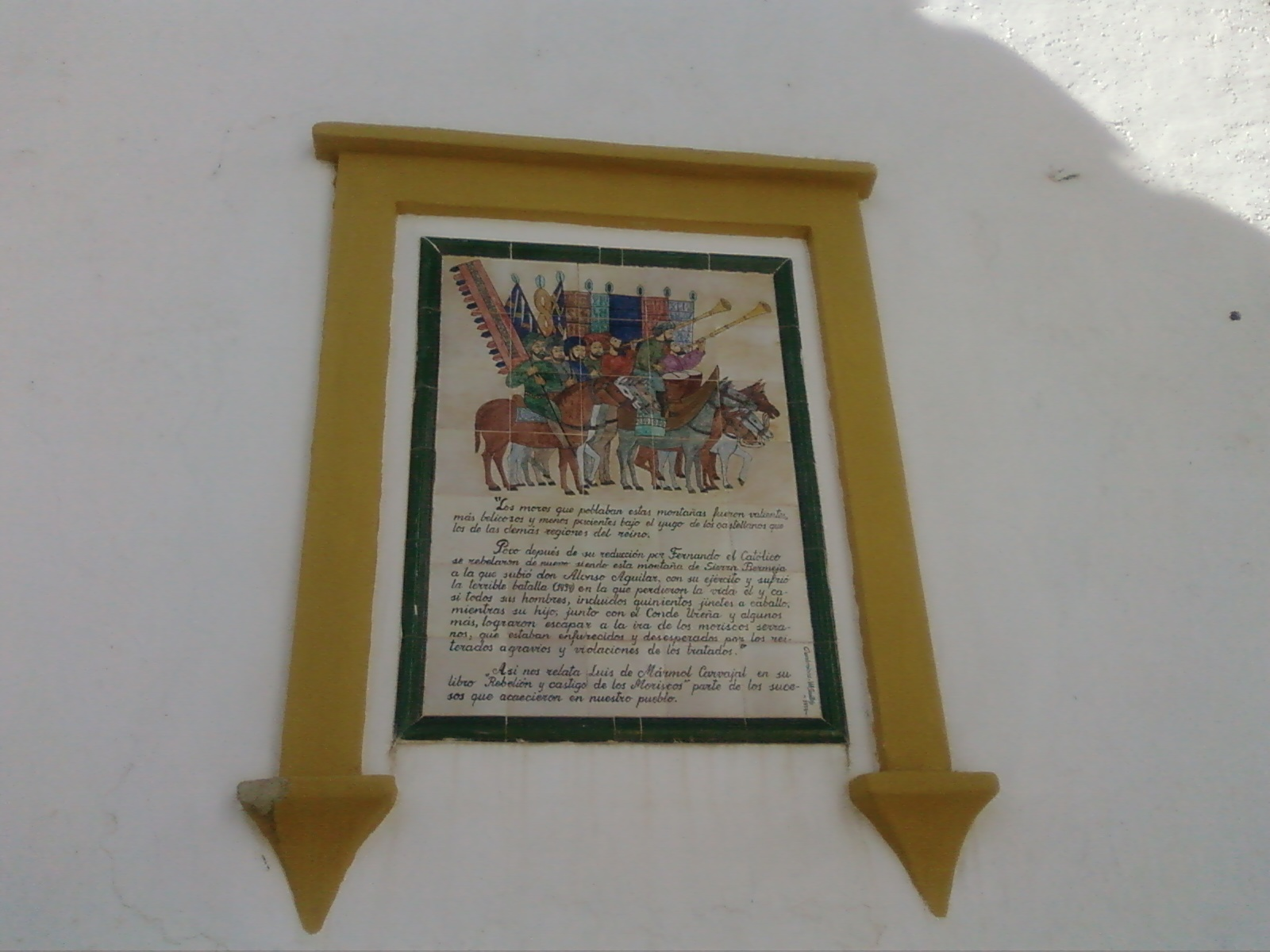
Mosaico sobre la reducción de los moros de Jubrique

A comienzos del siglo XVI las capitulaciones se convirtieron en letra muerta, por lo que los moriscos tuvieron que abandonar los lugares y dejar paso a los castellanos que, como conquistadores, se van aposentando en la zona. Muchas de estas familias moriscas fueron desterradas a Galicia y el Norte de África, aunque algunos de sus miembros regresaron ilegalmente y se hicieron salteadores en la Sierra como la banda de Marcos el Meliche, auténtica precursora de las bandas de Bandoleros. En 1510 Benameda y Rotilla, que también eran solarlegos del duque de Arcos, como Jubrique, aparecen totalmente despoblados. En el Censo Real de 1594 podemos leer: “Xubrique se encuentra bajando de Sierra Bermeja, en lo último del Algarbe de Ronda, posee dos anejos sobre el río Genal, tiene 2898 habitantes, y confirma con Genalguacil al Sur y con Algatocín al Oeste”.  
Durante la invasión napoleónica de España, poco después de la toma de Málaga del 5 de febrero de 1810, los pobladores de Jubrique, Genalguacil, Benarrabá y Casares, iniciaron una feroz resistencia al paso de tropas francesas procedentes de Gaucín. Animados por la victoria del día 26 de febrero de 1810 avanzan a Gaucín desalojando a 170 efectivos. Durante los meses siguientes en los pueblos serranos ya existen partidas organizadas, llamadas rondeñas, sujetas a disciplina militar dependientes de los comandantes militares de la Serranía como Francisco González Peinado. Durante 1810 participaron en las acciones de Ronda y Villaluenga y Ubrique En octubre, el General Ballesteros integra estas partidas rondeñas en batallones de cazadores patriotas para dar más efectividad a los ataques de acoso denominados de guerrilla. El vecino de Jubrique Josef Rosillo asistió a la reunión celebrada en Ubrique con los representantes de los 14 pueblos de la Serranía de Ronda para organizar la resistencia contra los franceses.

Para que los patriotas de la Sierra puedan servir con la utilidad que ofrecen los buenos deseos y amor a la Patria, que tanto los distingue en la Nación, se hace indispensable organizar su fuerza bajo un principio de orden y sistema militar, que consiga obrar con la unión, precisión, energía y subordinación de las operaciones militares.
En este supuesto he resuelto la formación de cuatro batallones, que deberán denominarse Cazadores Patriotas de Jubrique, Cortes, Gaucín y Casares; cada uno se compondrá por ahora de cuatro compañías de hombres solteros desde la edad de diez y seis años hasta la de cuarenta, bajo la forma y organización siguiente...
 General Ballesteros Alarma General de la Sierra (1811)

Por la intervención patriótica de Jubrique y Genalguacil durante la guerra de la Independencia les es concedida Real Cédula de villazgo, por lo que dejaron de depender de la jurisdicción de Casares. En el Censo de Madoz del año 1846 figura con 2698 habitantes, y es de reseñar que a partir del siglo XVII se intensificó la relación con Gibraltar, siendo frecuente la práctica del contrabando y el bandolerismo a través de los arriscados vericuetos de la Sierra. 
El 28 de febrero de 1980 Jubrique fue la localidad de Andalucía donde se registró un mayor apoyo a la autonomía, con un 97.5 por ciento para el sí, en la votación del referéndum sobre la iniciativa del proceso autonómico de Andalucía.
El 8 de septiembre de 2021 se declaró en Jubrique el incendio de Sierra Bermeja, que se cobró la vida de un bombero forestal y afectó a más de 8.000 ha repartidas entre varios municipios de sierra Bermeja.

## Geografía humana

### Demografía
Cuenta con una población de 578 habitantes (INE 2024).
| Gráfica de evolución demográfica de Jubrique entre 1842 y 2021                                                        |
| |
| Población de derecho según los censos de población del INE. Población de hecho según los censos de población del INE. |

### Economía
Basada casi exclusivamente en la agricultura, destacando las 320 ha. dedicadas al castaño, la silvicultura y la ganadería (caprino y porcino). Existen además alojamientos de turismo rural y un camping.

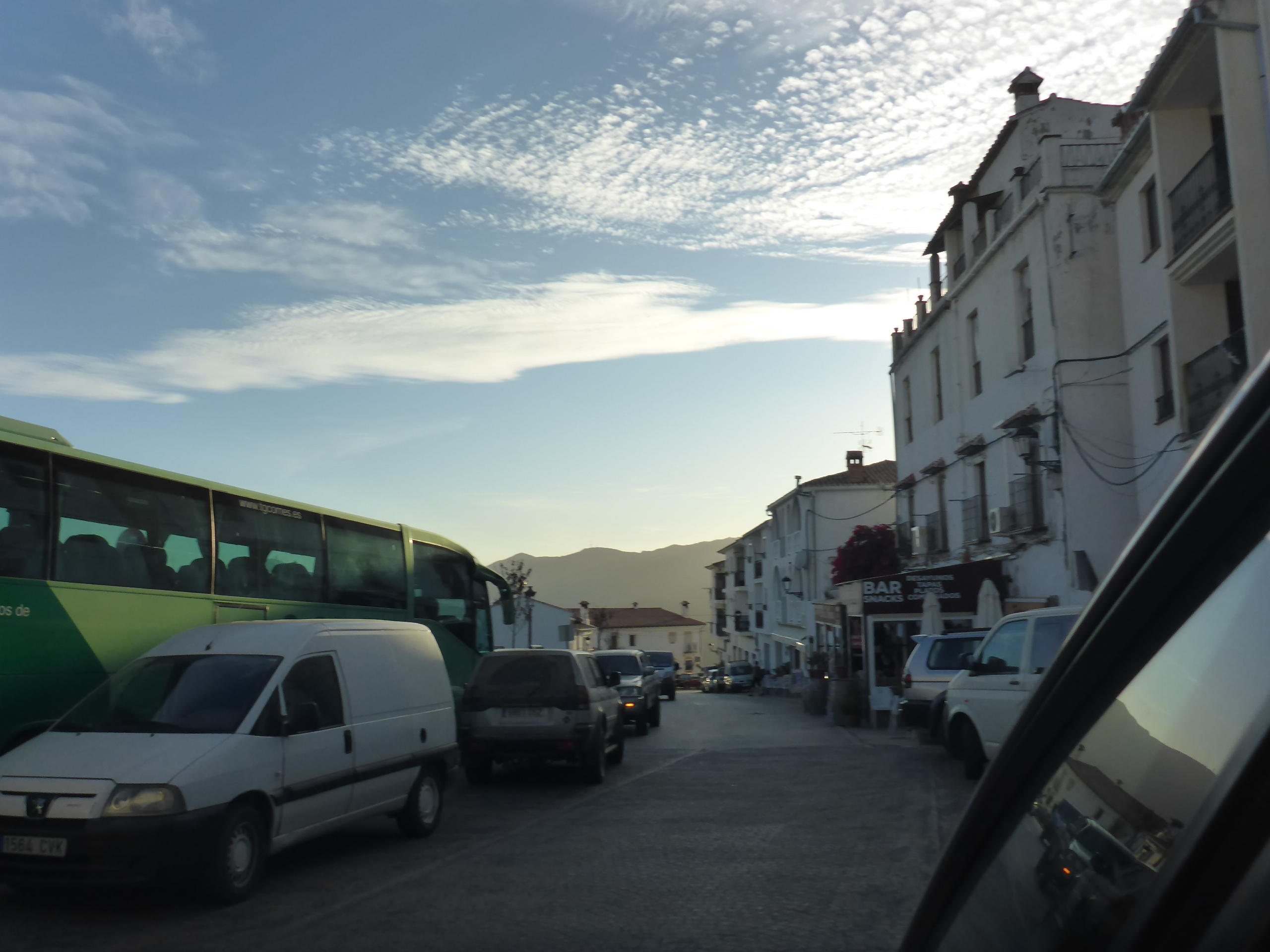
Jubrique

#### Evolución de la deuda viva municipal
| Gráfica de evolución de Deuda viva del Ayuntamiento de Jubrique entre 2008 y 2019                                |
| |
| Deuda viva del Ayuntamiento de Jubrique en miles de Euros según datos del Ministerio de Hacienda y Ad. Públicas. |

## Monumentos y lugares de interés
Señalar su trazado urbano y arquitectura popular por su interés etnológico. Las construcciones tradicionales son en su mayoría viviendas, destacan por los materiales empleados propios del terreno y su estructura pensada para la autosuficiencia. Se pueden observar diferentes tipos de vivienda tradicional atendiendo al tamaño de la parcela y la situación económica de sus habitantes.

## Infraestructuras y equipamientos

### Salud
Cuenta con un consultorio médico del Servicio Andaluz de Salud. Pertenece al Área de Gestión Sanitaria Serranía de Ronda.
Jubrique se adhirió a la Red Local de Acción en Salud de Andalucía, RELAS, el 17 de julio de 2018, siendo delegada de Salud, Ana Isabel González de la Torre y alcalde de Jubrique, David Sánchez Muñoz. Tras la constitución de un Grupo Motor, encargado de la elaboración del Plan Local de Salud del Municipio, se inició un proceso que llevó a la presentación oficial del documento el 11 de mayo de 2022 en las instalaciones municipales. 

### Educación
Cuenta con el colegio público rural Almazara y una sección de educación permanente para adultos.

## Fiestas
- Día de la Torta, todos los miércoles en el plaza de la iglesia.(Actualmente no se celebra esta fiesta).
- Primera semana de mayo, semana cultural.
- Primer fin de semana de mayo, Fiesta de las Máscaras.[15]
- Último fin de semana de mayo, Romería a la Santa Cruz en la ermita del Chorrillo.
- 24 de junio, Romería de San Juan..
- A principios de agosto se celebra una verbena en la plaza de la iglesia
- 4 al 8 de octubre, fiestas patronales en honor a San Francisco de Asís, con la celebración del tostón o fiesta de la castaña.[16]
- Último sábado del año, entre Navidad y fin de año, Concurso del Aguardiente en la plaza de la Iglesia.

## Comunicaciones
Situada en la MA-8301, a 33 km de Estepona (53 min), y por la A-369 a 47 km de Ronda (65 min).